# Сусатка
Сусатка — река в России, протекает по Свердловской области. Устье реки находится в 508 км по правому берегу реки Тура. Длина реки составляет 52 км.

## Притоки
- 3,1 км: Чернушка
- 40 км: Каменка

## Данные водного реестра
По данным государственного водного реестра России относится к Иртышскому бассейновому округу, водохозяйственный участок реки — Тура от впадения реки Тагил и до устья, без рек Тагил, Ница и Пышма, речной подбассейн реки — Тобол. Речной бассейн реки — Иртыш.
Код объекта в государственном водном реестре — 14010502312111200006053.